# Adolf Bohuslav Dostal
Adolf Bohuslav Dostal (30. prosince 1873 Praha-Veleslavín – jaro 1940 Katyň) byl český básník, divadelní kritik a historik, dramatik, autor fejetonů a pohádek, překladatel a redaktor týdeníku Zlatá Praha.

## Život
Adolf Bohuslav byl synem herečky Prozatímního divadla v Praze Marie Horské-Kallmünzerové a továrníka Leopolda Dostala. Po studiích práv se dal na literární dráhu, byl redaktorem časopisu Zlatá Praha. Psal pod pseudonymem Anna Böhmová. Překládal např. H. Manna, E. Rostanda a další autory. Mezi roky 1903–1907 působil jako dramaturg a ředitel činohry Švandova divadla v Praze. Následně přesídlil do Luhačovic, kde si v roce 1910 koupil vilu Valašku. V roce 1912 se v Uherském Brodě oženil s Marií Adolfinou Dopitovou. Byl redaktorem luhačovických Lázeňských listů, do kterých přispíval, ale hlavně získával příspěvky od známých osobností. Během první světové války odešel do Polska a přerušil styky s českým prostředím. Ve Varšavě působil v redakci časopisu Kultura słowiańska. Časem získal polskou státní příslušnost a jako důstojník vstoupil do polské armády.
Na jaře roku 1940 byl v době přepadení Polska nacistickým Německem ze západu a Sovětským svazem z východu na východní frontě styčným důstojníkem Československého legionu. Zde byl po kapitulaci Polska zajat Sovětským svazem a poslán do zajateckého tábora ve Starobilsku. Spolu s dalšími důstojníky byl popraven NKVD a pohřben v katyňském lese. Desetitisíce obětí masakru bylo exhumováno a důstojně pohřbeno v Charkově.